# Yadrinsky (huyện)
Huyện Yadrinsky (tiếng Nga: ? райо́н) là một huyện hành chính tự quản (raion), của Chuvashia, Nga. Huyện có diện tích 898 kilômét vuông, dân số thời điểm ngày 1 tháng 1 năm 2000 là 35900 người. Trung tâm của huyện đóng ở Yadrin.